# Мартин Коув
Мартин Коув (енгл. Martin Kove; рођен 6. марта 1946. у Бруклину, Њујорк), амерички је филмски, ТВ и гласовни глумац.
Своје најпознатије улоге на биоскопском платну остварио је у филмовима Карате Кид (1984–1989), Рамбо 2 (1985) и другим борилачким вештинама и акционим филмовима. Његове главне улоге у телевизијским и интернет серијама укључују Кегни и Лејси, Тешки дани на планети Земљи и наставак Карате Кид филмова из 2018, серији Кобра Кај.
Филмом Карате Кид (1984) и са његова два наставка постао је познати глумац, а најпре као бескрупулозни и психопатски мајстор школе каратеа Кобра Кај. Споредна улога која је више запамћена била је она у акционом филму Рамбо 2 из 1985. Ков, који је учио карате пре снимања карате филмова и касније стекао црни појас, касније се појавио у бројним акционим филмовима и филмовима о борилачким вештинама, укључујући и филмове Боло Јенга из 1992. године. Такође је имао мању улогу у вестерну Кевина Костнера Вајат Ерп из 1994. године.